# Paratrypanius savaiiensis
Paratrypanius savaiiensis är en skalbaggsart som beskrevs av Aurivillius 1928. Paratrypanius savaiiensis ingår i släktet Paratrypanius och familjen långhorningar.
Artens utbredningsområde är Samoa. Inga underarter finns listade i Catalogue of Life.